# General Belgrano (departement van La Rioja)
General Belgrano is een departement in de Argentijnse provincie La Rioja. Het departement (Spaans:  departamento) heeft een oppervlakte van 2.556 km² en telt 7.161 inwoners.

## Plaatsen in departement General Belgrano
- Olta
- Castro Barros
- Chañar
- Cortaderas
- Loma Blanca
- Miraflores
- Monte Grande
- San Ramón
- Simbolar